# Рудна (Нижньосілезьке воєводство)
Рудна (пол. Rudna, нім. Raudten) — село в Польщі, у гміні Рудна Любінського повіту Нижньосілезького воєводства.
Населення — 1646 осіб (2011).
У 1975-1998 роках село належало до Легницького воєводства.

## Демографія
Демографічна структура станом на 31 березня 2011 року:
|          | Загалом | Допрацездатний вік | Працездатний вік | Постпрацездатний вік |
| -------- | ------- | ------------------ | ---------------- | -------------------- |
| Чоловіки | 810     | 177                | 557              | 76                   |
| Жінки    | 836     | 182                | 491              | 163                  |
| Разом    | 1646    | 359                | 1048             | 239                  |